# Soroll Perlin

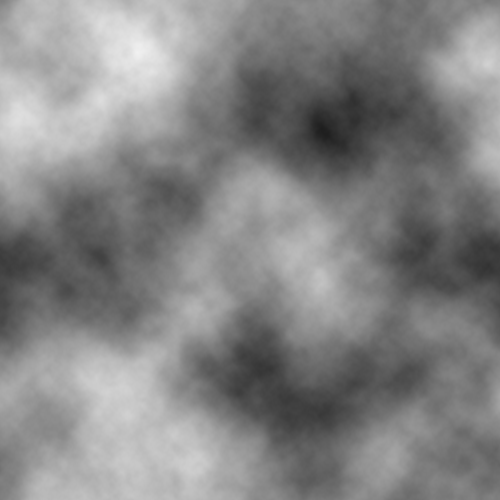
Soroll de Perlin en dues dimensions

El soroll Perlin és un tipus de gradient de soroll, és a dir, un algorisme desenvolupat per crear imatges generades per ordinador (CGI) de manera que semblin més naturals.
Va ser desenvolupat per Ken Perlin per tal d'utilitzar-lo a la pel·lícula Tron (1982), i posteriorment el va fer públic publicant un article SIGGRAPH, el 1985. Es tracta del primer ús d'un gradient de soroll, i va servir de base per crear altres algorismes similars com el soroll Simplex i el soroll OpenSimplex.
El soroll Perlin és àmpliament utilitzat en efectes d'ordinador com el foc, fum, núvols i en general tot tipus de fenòmens que requereixen aleatorietat sense perdre continuïtat.

## Descripció
El soroll Perlin és un solapament de gradients de soroll simples cada cop amb una amplitud menor i una freqüència més alta, és a dir, cada vegada amb més nivell de detallat però menys efecte en el resultat final. Per fer-ho es defineix un paràmetre anomenat persistència i que descriu la diferència d'amplitud entre els diferents gradients de soroll, sent per tant indicatiu de la rugositat del soroll resultant. El soroll Perlin s'obté, per tant, aplicant la suma de les funcions obtingudes.
Es defineix la freqüència d'ona (f) i l'amplitud (a) per cada gradient (i és l'índex de la funció) de la següent manera: {\displaystyle f=2^{i};a=p^{i}} on la persistència (p) és un valor constant escollit manualment. Cada funció successiva de soroll que s'afegeix es coneix com a octava, atès que cada funció de soroll té el doble de freqüència de l'anterior, com en les octaves musicals. El nombre total d'octaves afegides (n) definirà el grau de detall del soroll Perlin, i també és escollit manualment.
Partint d'aquesta idea per una dimensió, el soroll Perlin pot ser ampliat per ser definit en qualsevol dimensió.